# Karl Arrhenius
Karl Gustaf Arrhenius, född den 20 mars 1849 i Heliga Trefaldighets församling, Uppsala län, död den 7 september 1922 i Karlstad, var en svensk jurist.
Arrhenius blev 1869 student vid Uppsala universitet och 1971 vid Lunds universitet, där han avlade examen till rättegångsverken 1872. Han blev vice häradshövding 1874. Arrhenius var amanuens vid domkapitlet i Västerås stift 1874–1891, auditör i Västmanlands regemente 1880–1888, adjungerad ledamot i Svea hovrätt 1891–1893 och häradshövding i Älvdals och Nyeds domsaga 1894–1918. Han blev riddare av Nordstjärneorden 1904.